# Franciszek Kajta
Franciszek Kajta (zm. 1946 w Krakowie) – polski działacz socjalistyczny.
Był pracownikiem Zakładów Młynarskich w Krakowie, zakładał miejscową komórkę Polskiej Partii Robotniczej. W 1946 został wraz z żoną zamordowany na Prądniku Czerwonym. Zbrodnia ta jest przypisywana Józefowi Kurasiowi, pseud. „Ogień”. Przez propagandę komunistyczną był określany mianem „poległego w walce o utrwalanie władzy ludowej”.
W Krakowie do 2017 istniała ulica jego imienia, nowym jej patronem został Henryk Wereszycki.